# ミクローシュ・セントヘイ
ミクローシュ・セントヘイ（ハンガリー語: Miklós Szenthelyi, 1951年1月24日 - ）は、ハンガリーのヴァイオリン奏者。

## 経歴
1951年、ブダペスト生まれ。1964年からバルトーク音楽学校でラニー・マルギットにヴァイオリンを学び、1968年から1973年までフランツ・リスト音楽院でデーネシュ・コヴァーチの薫陶を受けた。1971年にはレオ・ヴェイネル・ヴァイオリン・ソナタ・コンクールに妹のユディトと出場して２位入賞し、1973年に再度同コンクールにアンドラーシュ・シフと共に出場して優勝した。さらに1975年にはハンガリー放送主催のヴァイオリン・コンクールで優勝している。
1978年からフランツ・リスト音楽院のヴァイオリン科講師となり、1989年に准教授に昇格した。1988年には同音楽院の若手演奏家たちとハンガリー・ヴィルトゥオーゾ室内管弦楽団を立ち上げ、その音楽監督を務める。